# Pertinença
En la teoria de conjunts la pertinença d'un element a un conjunt és la propietat de pertànyer l'element al conjunt. Es denota per ∈.
La pertinença es pot definir en termes de la funció característica del conjunt. Això és, una funció que donat un element x retorna un valor 1 si l'element és del conjunt i 0 si no ho és. Així, la funció característica del conjunt A correspon a una funció {\displaystyle \mathrm {X} _{A}:X\to \{0,1\}} tal que {\displaystyle x\in A} si i només si {\displaystyle \mathrm {X} _{A}(x)=1}.
En la teoria dels conjunts difusos, la pertinença és parcial i ve representada per les funcions de pertinença: funcions de X en {\displaystyle [0,1]}.